# La Calamine
Cet article possède un paronyme, voir Calamine.
La Calamine (en allemand Kelmis, en francique ripuaire Kelmes et en wallon Li Calmène) est une commune belge située dans la province de Liège, en Région wallonne.
Elle fait partie de la Communauté germanophone de Belgique et constitue de ce fait l'une des 9 communes de langue allemande de Belgique. La Calamine est d'ailleurs située à 5 km d'Aix-la-Chapelle, en Allemagne. Il s'agit d'une commune à facilités linguistiques pour les francophones.

## Toponymie
La Calamine tire son nom d'un minerai de zinc, appelé calamine, jadis abondant dans le sous-sol et exploité jusqu'à la fin du XIXe siècle.

## Géographie

### Sections de La Calamine
La commune de La Calamine est composée des trois anciennes communes suivantes:
| # | Nom          | Superf. (km²) | Habitants (2020) | Habitants par km² | Code INS |
| - | ------------ | ------------- | ---------------- | ----------------- | -------- |
| 1 | Kelmis       | 3,36          | 5.592            | 1.663             | 63040A   |
| 2 | Neu-Moresnet | 5,67          | 2.822            | 497               | 63040B   |
| 3 | Hergenrath   | 8,97          | 2.785            | 311               | 63040C   |

### Communes limitrophes
|            | Aix-la-Chapelle (Allemagne) |        |
| Plombières | La Calamine                 | Raeren |
|            | Lontzen                     |        |

## Héraldique
|  | La commune possède des armoiries qui lui ont été octroyées le 29 avril 1996. La moitié supérieure symbolise l'exploitation historique du zinc dans la région qui était l'une des plus riches mines de zinc en Europe. Au XIXe siècle, une grande compagnie minière a été formée. Elle utilisait les outils de la mine et les trois étoiles dans son logo. Ils sont repris dans le chef de ces armoiries. La base montre un lion et un aigle qui font référence au statut spécial de la région de Moresnet maintenant section de la commune. Moresnet était un état indépendant gouverné comme un condominium entre les Pays-Bas et la Prusse et plus tard de facto entre la Belgique et la Prusse. La Belgique avait pris son indépendance mais les Pays-Bas n'ont jamais cédé la souveraineté sur ce territoire. La situation a persisté de 1816 à 1920. Le lion représente les lions hollandais et belges, l'aigle est l'aigle prussien. Blasonnement : Parti, au premier d'azur au lion d'argent armé et lampassé d'or, et au second d'argent à l'aigle éployée de sable armée, becquée et lampassée d'or ; au chef de sable, chargé d'un maillet et d'un marteau d'argent posés en sautoir, accompagnés de trois étoiles d'or. Source du blasonnement : Heraldry of the World. |

## Démographie

### Démographie: Avant la fusion des communes
- Source: DGS recensements population

### Démographie: Commune fusionnée
En tenant compte des anciennes communes entraînées dans la fusion de communes de 1977, on peut dresser l'évolution suivante :
Les chiffres des années 1831 à 1970 tiennent compte des chiffres des anciennes communes fusionnées.
- Source: DGS , de 1831 à 1981=recensements population; à partir de 1990 = nombre d'habitants chaque 1 janvier[5]

## Histoire

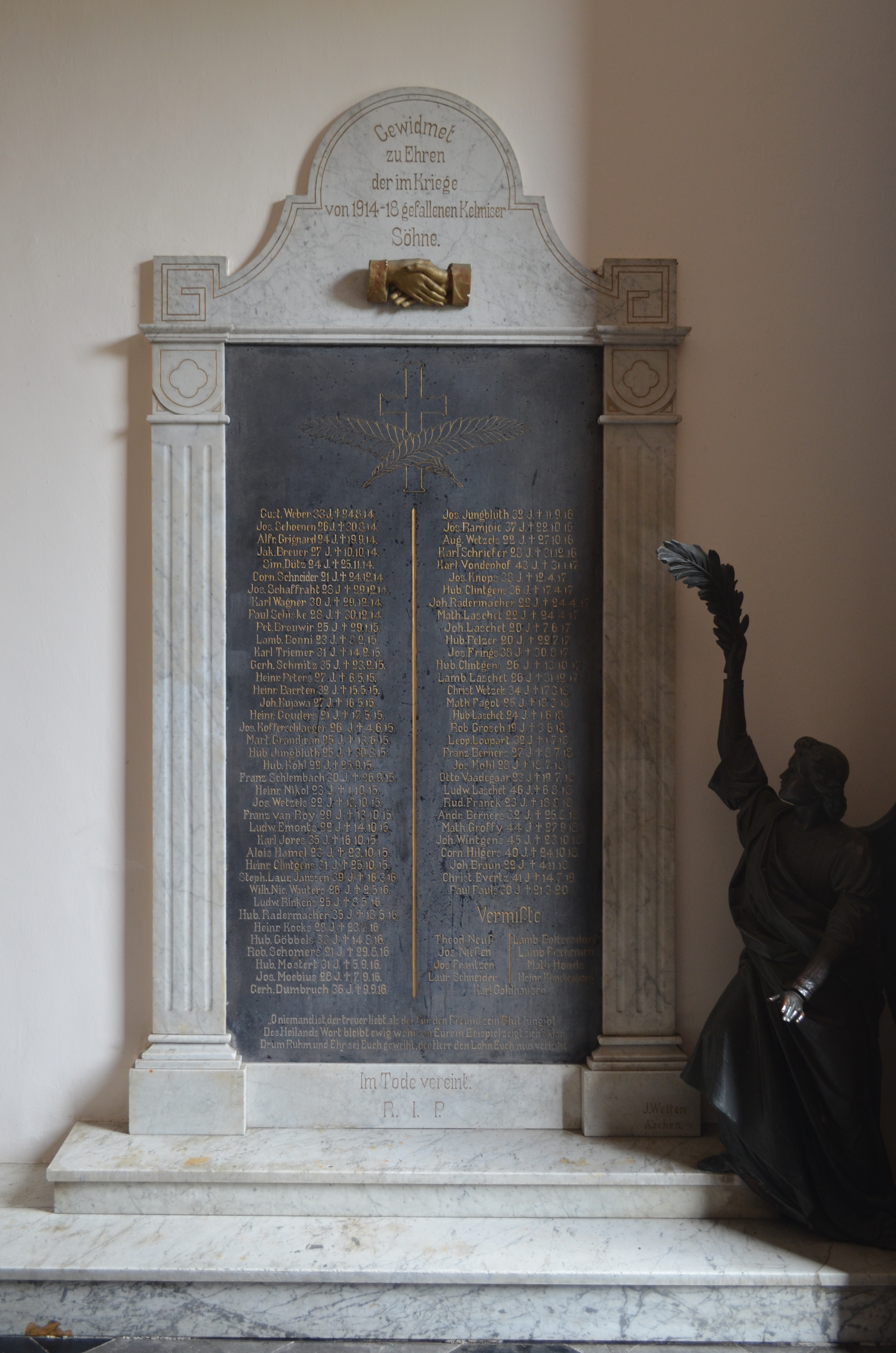
Plaque commémorative placée sur le côté droit dans le portail principal de l'église Notre-Dame-de-l'Assomption. Elle répertorie les fils belges et allemands du village, qui sont tombés sur les deux fronts pendant la Première Guerre mondiale, ce qui est probablement un cas unique de présentation.

Le territoire entourant la mine de zinc de la Vieille Montagne était une zone neutre entre 1816 et 1919 sous le nom de Moresnet neutre. En effet, lors du traité des limites d'Aix-la-Chapelle de 1816, la Prusse et les Pays-Bas ne purent se départager sur l'appartenance de ce territoire et créèrent sous leur autorité commune un condominium connu sous le nom de Moresnet neutre. Bien que plusieurs tentatives locales furent faites pour transformer ce territoire en micro-État indépendant, aucune ne fut couronnée de succès et Moresnet neutre ne fut jamais autonome, ni même semi-autonome. Il sera finalement rattaché en 1919 à la Belgique, au même titre que les Cantons de l'Est, attribués à la Belgique par le Traité de Versailles, art. 32, en compensation des pertes subies lors de la Première Guerre mondiale. En effet, ces territoires avaient été exigés par la Prusse en dette de guerre lors des Traités de Paris (1814), de Vienne (1815) et d'Aix-la-Chapelle (1818).

## Patrimoine
- Château Eyneburg
- Chapelle Saint-Roch (Neu-Moresnet)
- Musée Vieille Montagne

## Politique et administration

### Sécurité et secours
En ce qui concerne les services de police, la commune dépend de la zone de police Weser-Göhl. Quant au service des pompiers, elle dépend de la zone de secours Liège 6 et dispose d'une caserne sur son territoire : à Neu-Moresnet.

## Transports
La gare de Hergenrath (gare frontière pour voyageurs en direction de l'Allemagne, entre Y Hammerbrücke (point de jonction de la LGV 3 et de la ligne 37) et la gare centrale d'Aix-la-Chapelle) se trouve sur le territoire de la commune.

## Éducation
La Calamine possède une école secondaire : l'Athénée Royal César-Franck. L'établissement possède des classes germanophones et bilingues (en allemand et en français). Elle relève de la Communauté germanophone de Belgique et non de la Communauté française.
Elle dispose également deux écoles communales : l'École Communale de La Calamine et l'École Communale d´Hergenrath. Celles-ci possèdent deux types de classes : l'école maternelle et l'école primaire.

## Chasse au trésor
En 2021, la Calamine organise une chasse au trésor d'une valeur de 1 000 € trouvé par un groupe totalement au hasard dans une fausse pierre au monument 1893-1993 - des mineurs.
En 2024, la Calamine réitère l'opération avec cette fois ci un trésor d'une valeur de 12 500 €. Après plusieurs semaines d'énigmes le trésor est trouvé finalement par un habitant de la ville plus d'une semaine après l'énigme finale. Beaucoup considèrent cette chasse comme une escroquerie. Aucune communication de la part des organisateurs, aucun règlement, aucune précision sur la trouvaille de la pierre, des publications sur les réseaux sociaux bloquées a tout commentaire. Pire encore, le trésor a été annoncé comme caché et non enterré, pour apprendre une fois le trésor découvert : "elle était [...] enfoncée d'un bon centimètre dans la terre" signale VB (un des organisateurs de la chasse). C'était donc bien enterré. Toutes les publications pour présenter le gagnant sont bloquées à tout commentaire. Il s’agit bien là d’un beau scam organisé par la ville.
Depuis l’expression « faire une kelmist » est utilisé pour signaler une escroquerie dans les chasses aux trésors. 